# Litophyton crosslandi
Litophyton crosslandi är en korallart som beskrevs av Thomson och Mcqueen. Litophyton crosslandi ingår i släktet Litophyton och familjen Nephtheidae. Inga underarter finns listade i Catalogue of Life.